# Harold Arthur Prichard
Harold Arthur Prichard (1871-1947), fue un filósofo inglés. Nació en Londres en 1871, siendo el hijo mayor de Walter Stennett Prichard (un abogado) y su esposa Lucy. Harold Prichard era un erudito de Clifton College donde ganó una beca para New College, para estudiar matemáticas. Pero después de tener honores en moderaciones matemáticas en 1891, estudió Greats (historia antigua y filosofía). También jugó tenis para Oxford contra Cambridge. Al irse de Oxford, pasó un breve período trabajando para una firma en Londres, antes de regresar a Oxford donde pasó el resto de su vida.
Se retiró en 1937.

## Publicaciones
- Kant's Theory of Knowledge, (1909)
- "Does Moral Philosophy Rest on a Mistake?" Mind 21 (1912): 21-37. Reimpreso en Moral Obligation.
- Moral Obligation (Londres, 1949; 1968)
- Knowledge and Perception, Essays and Lectures (Londres, 1950)

Editadas en español
- El deber y la ignorancia de los hechos. Encuentro. 2003. ISBN 9788474906776.